# レネー・ゼルウィガー
レネー・キャスリーン・ゼルウィガー（Renée Kathleen Zellweger [rəˈneɪ ˈzɛlwɛɡər], 1969年4月25日 - ）は、アメリカ合衆国の女優。第92回アカデミー賞で主演女優賞、第76回アカデミー賞で助演女優賞を受賞。
日本語での名前の表記はレニーとされることが多かったが、TVのインタビューにおいて本人が「多くの人が私を『レニー、レニー』と呼ぶけど、私は“レニー”じゃなくて“レネィ”だから」と発言し、訂正している。2005年に日本で公開された2作ではレネーと表記された。

## 来歴

### 生い立ち
テキサス州ベイトンで生まれ、ケイティで育つ。父親のエミール・エーリヒ・ゼルウィガーはスイス人（ドイツ系）のエンジニア、母親のケルフリッド・イレーネ・アンドレアセンはサーミ人の血を引くノルウェー人の看護師。1967年生まれの兄アンドリューがいる。テキサス大学オースティン校で英文学を学んでいたが、演劇に興味を持つようになり、大学卒業後はヒューストンでオーディションを受け、舞台やコマーシャルに出演するようになった。

### キャリア
1993年に映画デビュー。1994年公開の『レニー・ゼルウィガーの危険な天使』でインディペンデント・スピリット賞新人俳優賞にノミネートされた。その後、出身地テキサスからロサンゼルスに移り、1996年公開の『ザ・エージェント』でトム・クルーズの相手役を演じ、ブレイクする。
2000年公開の『ベティ・サイズモア』でゴールデングローブ賞 主演女優賞（ミュージカル・コメディ部門）を受賞。翌年公開の『ブリジット・ジョーンズの日記』では13kg体重を増やし、イギリス英語をマスターして、アメリカ人ながらブリジット・ジョーンズを演じ切った。興行収入も成功を収め、シリーズ化した。また、アカデミー主演女優賞にノミネートされた。
2002年公開のミュージカル映画『シカゴ』でも、再びゴールデングローブ賞 主演女優賞（ミュージカル・コメディ部門）を受賞、アカデミー主演女優賞にノミネートされた。翌年公開の『コールド マウンテン』でアカデミー助演女優賞やゴールデングローブ賞 助演女優賞などを受賞した。
2005年5月24日にハリウッド・ウォーク・オブ・フェームに名前が刻まれた。翌年公開の『ミス・ポター』ではイギリス人作家ビアトリクス・ポターを演じた。
2010年以降、しばらくハリウッドから離れ、休養を取っていた。休養中には、普通の生活によって人生経験を積んでいたことを挙げている。
2016年に『ブリジット・ジョーンズの日記 ダメな私の最後のモテ期』で復帰。
2019年、ジュディ・ガーランドの晩年の半年間を描いた『ジュディ 虹の彼方に』に出演。タイトルロールを演じ、劇中にて自身の歌声を披露。第92回アカデミー賞において、主演女優賞を受賞した。

### 私生活
『ふたりの男とひとりの女』で共演したジム・キャリーと婚約したが、2000年秋に破局。2001年頃にジョージ・クルーニー、2003年から2004年までジャック・ホワイトと交際していた。2005年5月9日にカントリー歌手のケニー・チェズニーと結婚した。しかし、同年9月ゼルウィガーが婚姻無効を申請、12月20日に正式に無効となった（離婚歴はつかない）。
2007年1月、アメリカの経済誌フォーブスがエンターテイメント界で活躍する女性で資産の多い女性トップ20を発表し、ゼルウィガーは総資産54億円で20位にランクインした。

## フィルモグラフィ

### 映画
| 年   | 題名                                                                                      | 役名                                     | 備考                                                 | 吹替               |
| ---- | ----------------------------------------------------------------------------------------- | ---------------------------------------- | ---------------------------------------------------- | ------------------ |
| 1992 | 無実の共犯者 A Taste for Killing                                                          | メアリー・ルー                           | テレビ映画                                           |                    |
| 1993 | マーダー Murder in the Heartland                                                          | バーバラ・ヴォン・ブッシュ               | テレビ映画                                           |                    |
| 1993 | My Boyfriend's Back                                                                       | -                                        | 編集で出演シーンがカット                             |                    |
| 1993 | バッド・チューニング Dazed and Confused                                                   | 青のピックアップ・トラックの中にいる少女 | クレジット表記なし                                   | TBA （Netflix版）  |
| 1994 | リアリティ・バイツ Reality Bites                                                          | タミー                                   |                                                      | TBA                |
| 1994 | エイト・セカンズ/伝説の8秒 8 Seconds                                                      | バックル・バニー                         |                                                      |                    |
| 1994 | Shake, Rattle and Rock!                                                                   | スーザン・ドイル                         |                                                      |                    |
| 1994 | レニー・ゼルウィガーの 危険な天使 Love and a .45                                          | スターレーン・チーザム                   |                                                      |                    |
| 1994 | Rebel Highway                                                                             | スーザン                                 |                                                      |                    |
| 1994 | 悪魔のいけにえ/レジェンド・オブ・レザーフェイス The Return of the Texas Chainsaw Massacre | ジェニー                                 | （吹き替え版なし）                                   |                    |
| 1995 | エンパイア レコード Empire Records                                                        | ジーナ                                   | （吹き替え版なし）                                   |                    |
| 1995 | The Low Life                                                                              | ポエット                                 |                                                      |                    |
| 1996 | 草の上の月 The Whole Wide World                                                           | ノーヴェリン・プライス                   | （吹き替え版なし）                                   |                    |
| 1996 | ザ・エージェント Jerry Maguire                                                            | ドロシー・ボイド                         | 津田真澄（ソフト版） 佐々木優子（日本テレビ版）      |                    |
| 1997 | ライアー Deceiver                                                                         | エリザベス                               | 岡本麻弥                                             |                    |
| 1998 | しあわせ色のルビー A Price Above Rubies                                                   | ソニア・ホロウィッツ                     |                                                      |                    |
| 1998 | 母の眠り One True Thing                                                                   | エレン・グルデン                         | （吹き替え版なし）                                   |                    |
| 1999 | プロポーズ The Bachelor                                                                   | アン・アーデン                           | 松本梨香（ソフト版） 岡本麻弥（テレビ朝日版）        |                    |
| 2000 | ベティ・サイズモア Nurse Betty                                                            | ベティ・サイズモア                       | 佐藤しのぶ                                           |                    |
| 2000 | ふたりの男とひとりの女 Me, Myself & Irene                                                 | アイリーン・P・ウォーターズ              | 山像かおり                                           |                    |
| 2001 | ブリジット・ジョーンズの日記 Bridget Jones's Diary                                        | ブリジット・ジョーンズ                   | 松本梨香                                             |                    |
| 2002 | ホワイト・オランダー White Oleander                                                       | クレア・リチャーズ                       | 安藤麻吹                                             |                    |
| 2002 | シカゴ Chicago                                                                            | ロキシー・ハート                         | 松本梨香                                             |                    |
| 2003 | 恋は邪魔者 Down with Love                                                                 | バーバラ・ノヴァク                       | 朴璐美                                               |                    |
| 2003 | コールド マウンテン Cold Mountain                                                         | ルビー・シューズ                         | 高乃麗（ソフト版、Netflix版） 朴璐美（テレビ東京版） |                    |
| 2004 | シャーク・テイル Shark Tale                                                               | アンジー                                 | 声の出演                                             | 水野美紀           |
| 2004 | ブリジット・ジョーンズの日記 きれそうなわたしの12か月 Bridget Jones: The Edge of Reason   | ブリジット・ジョーンズ                   |                                                      | 松本梨香           |
| 2005 | シンデレラマン Cinderella Man                                                             | メイ・ブラッドドック                     |                                                      | 松本梨香           |
| 2006 | ミス・ポター Miss Potter                                                                  | ビアトリクス・ポター                     | 山崎美貴                                             |                    |
| 2007 | ビー・ムービー Bee Movie                                                                  | ヴァネッサ・ブルーム                     | 声の出演                                             | 日野由利加         |
| 2008 | かけひきは、恋のはじまり Leatherheads                                                     | レクシー・リトルトン                     |                                                      | 松本梨香           |
| 2008 | アパルーサの決闘 Appaloosa                                                                | アリー・フレンチ                         | 渡辺美佐                                             |                    |
| 2009 | New in Town                                                                               | ルーシー・ヒル                           |                                                      |                    |
| 2009 | モンスターVSエイリアン Monsters vs. Aliens                                                | ケイティ                                 | 声の出演 カメオ出演                                  | ベッキー           |
| 2009 | たった一人のあなたのために My One and Only                                                | アン・デヴロー                           |                                                      | （吹き替え版なし） |
| 2010 | ケース39 Case 39                                                                          | エミリー・ジェンキンス                   | 石塚理恵                                             |                    |
| 2016 | ブリジット・ジョーンズの日記 ダメな私の最後のモテ期 Bridget Jones's Baby                  | ブリジット・ジョーンズ                   | [ 6 ]                                                | 松本梨香           |
| 2016 | 砂上の法廷 The Whole Truth                                                                | ロレッタ・ラシター                       |                                                      | 安奈ゆかり         |
| 2017 | 奇跡の絆 Same Kind of Different as Me                                                     | デボラ・ホール                           | 落合るみ                                             |                    |
| 2018 | 私のニューヨーク Here and Now                                                             | テッサ                                   | （吹き替え版なし）                                   |                    |
| 2019 | ジュディ 虹の彼方に Judy                                                                  | ジュディ・ガーランド                     | （吹き替え版なし）                                   |                    |
| 2025 | ブリジット・ジョーンズの日記 サイテー最高な私の今 Bridget Jones: Mad About The Boy        | ブリジット・ジョーンズ                   |                                                      |                    |

### テレビシリーズ
| 年   | 題名                       | 役名               | 備考                    | 吹き替え |
| ---- | -------------------------- | ------------------ | ----------------------- | -------- |
| 2019 | What/If 選択の連鎖 What/If | アン・モンゴメリー | Netflixオリジナルドラマ | 石塚理恵 |

## 日本語吹き替え
松本梨香が担当することが多い。

## 受賞とノミネート
| 賞                   | 年   | カテゴリー                              | 作品名                                                 | 結果       |
| -------------------- | ---- | --------------------------------------- | ------------------------------------------------------ | ---------- |
| アカデミー賞         | 2001 | 主演女優賞                              | 『ブリジット・ジョーンズの日記』 Bridget Jones's Diary | ノミネート |
| アカデミー賞         | 2002 | 主演女優賞                              | 『シカゴ』 Chicago                                     | ノミネート |
| アカデミー賞         | 2003 | 助演女優賞                              | 『コールド マウンテン』 Cold Mountain                  | 受賞       |
| アカデミー賞         | 2019 | 主演女優賞                              | 『ジュディ 虹の彼方に』 Judy                           | 受賞       |
| ゴールデングローブ賞 | 2000 | 主演女優賞 (ミュージカル・コメディ部門) | 『ベティ・サイズモア』 Nurse Betty                     | 受賞       |
| ゴールデングローブ賞 | 2001 | 主演女優賞 (ミュージカル・コメディ部門) | 『ブリジット・ジョーンズの日記』 Bridget Jones's Diary | ノミネート |
| ゴールデングローブ賞 | 2002 | 主演女優賞 (ミュージカル・コメディ部門) | 『シカゴ』 Chicago                                     | 受賞       |
| ゴールデングローブ賞 | 2003 | 助演女優賞                              | 『コールド マウンテン』 Cold Mountain                  | 受賞       |
| ゴールデングローブ賞 | 2006 | 主演女優賞 (ミュージカル・コメディ部門) | 『ミス・ポター』 Miss Potter                           | ノミネート |
| ゴールデングローブ賞 | 2019 | 主演女優賞 (ドラマ部門)                 | 『ジュディ 虹の彼方に』 Judy                           | 受賞       |
| 英国アカデミー賞     | 2001 | 主演女優賞                              | 『ブリジット・ジョーンズの日記』 Bridget Jones's Diary | ノミネート |
| 英国アカデミー賞     | 2002 | 主演女優賞                              | 『シカゴ』 Chicago                                     | ノミネート |
| 英国アカデミー賞     | 2003 | 助演女優賞                              | 『コールド マウンテン』 Cold Mountain                  | 受賞       |
| 英国アカデミー賞     | 2019 | 主演女優賞                              | 『ジュディ 虹の彼方に』 Judy                           | 受賞       |
| 全米映画俳優組合賞   | 2002 | 主演女優賞                              | 『シカゴ』 Chicago                                     | 受賞       |
| 全米映画俳優組合賞   | 2002 | キャスト賞                              | 『シカゴ』 Chicago                                     | 受賞       |
| 全米映画俳優組合賞   | 2003 | 助演女優賞                              | 『コールド マウンテン』 Cold Mountain                  | 受賞       |
| 全米映画俳優組合賞   | 2019 | 主演女優賞                              | 『ジュディ 虹の彼方に』 Judy                           | 受賞       |
| 放送映画批評家協会賞 | 1996 | ブレイクスルー演技賞                    | 『ザ・エージェント』 Jerry Maguire                     | 受賞       |
| 放送映画批評家協会賞 | 2002 | アンサンブル演技賞                      | 『シカゴ』 Chicago                                     | 受賞       |
| 放送映画批評家協会賞 | 2003 | 助演女優賞                              | 『コールド マウンテン』 Cold Mountain                  | 受賞       |
| 放送映画批評家協会賞 | 2019 | 主演女優賞                              | 『ジュディ 虹の彼方に』 Judy                           | 受賞       |